# WEC 52
WEC 52: Faber vs. Mizugaki（ダブリューイーシー・フィフティツー：フェイバー・ヴァーサス・ミズガキ）は、アメリカ合衆国の総合格闘技団体「WEC」の大会の一つ。2010年11月11日、ネバダ州ラスベガスのザ・パールで開催された。

## 大会概要
メインイベントではWEC 50から延期となっていたユライア・フェイバーと水垣偉弥の試合が行なわれ、フェイバーが水垣をチョークスリーパーで失神させ一本勝ち。バンタム級転向初戦に勝利した。
当初はジョシュ・グリスピとエリック・コクの試合が予定されていたが、グリスピがUFC世界フェザー級王座に認定されたジョゼ・アルドに2011年1月のUFC 125で挑戦することが決まり、コクは代役フランシスコ・リベラとの試合に変更され、コクがTKO勝ちを収めた。その後、アルドが負傷欠場となりUFC 125でのグリスピの王座挑戦は消滅した。
TPFバンタム級王者マイケル・マクドナルド、キャリア5戦全勝のフランシスコ・リベラがWECデビュー。

## 試合結果

### プレリミナリィカード
第1試合 フェザー級 5分3R
○  イーブス・ジャボウィン vs.  ブランドン・ヴィッシャー ×
3R終了 判定3-0（30-27、30-27、30-27）
第2試合 フェザー級 5分3R
○  カブ・スワンソン vs.  マッケンス・セメルジエール ×
3R終了 判定2-1（29-28、28-29、29-28）
第3試合 バンタム級 5分3R
○  マイケル・マクドナルド vs.  クリント・ゴドフリー ×
1R 2:42 腕ひしぎ十字固め
第4試合 ライト級 5分3R
○  ダスティン・ポイエー vs.  ザック・ミッケルライト ×
1R 0:53 TKO（レフェリーストップ：パウンド）
第5試合 ライト級 5分3R
○  アンソニー・ジョクアーニ vs.  エドワード・ファーロロット ×
2R 4:54 TKO（レフェリーストップ：グラウンドの肘打ち）
第6試合 フェザー級 5分3R
○  ハファエル・アスンソン vs.  L.C.デイビス ×
3R終了 判定3-0（30-27、30-27、30-27）

### メインカード
第7試合 バンタム級 5分3R
○  デメトリアス・ジョンソン vs.  ダマッシオ・ペイジ ×
3R 2:27 ギロチンチョーク
第8試合 バンタム級 5分3R
○  ジョセフ・ベナビデス vs.  ヴァグネイ・ファビアーノ ×
2R 2:45 ギロチンチョーク
第9試合 フェザー級 5分3R
○  エリック・コク vs.  フランシスコ・リベラ ×
1R 1:36 TKO（レフェリーストップ：左ハイキック→パウンド）
第10試合 フェザー級 5分3R
○  チャド・メンデス vs.  ハビエル・バスケス ×
3R終了 判定3-0（30-27、30-27、30-27）
第11試合 バンタム級 5分3R
○  ユライア・フェイバー vs.  水垣偉弥 ×
1R 4:50 TKO（レフェリーストップ：チョークスリーパー）

### 各賞
ファイト・オブ・ザ・ナイト：カブ・スワンソン vs. マッケンス・セメルジエール
ノックアウト・オブ・ザ・ナイト：エリック・コク
サブミッション・オブ・ザ・ナイト：ユライア・フェイバー
各選手にはボーナスとして10,000ドルが支給された。